# بول كورودا
بول كورودا (باليابانية: 黒田和夫؛ بالكانا: くろだ かずお) هو كيميائي وأستاذ جامعي ياباني وأمريكي، ولد في 1 أبريل 1917 في فوكوكا في اليابان، وتوفي في 16 أبريل 2001 في لاس فيغاس في الولايات المتحدة.